# ألبرتو رودريغيز (كاتب)
ألبرتو رودريغيز (بالإسبانية: Alberto Rodríguez Librero) (و. 1971  م) هو كاتب سيناريو، ومخرج أفلام إسباني، ولد في إشبيلية.

## التعليم
تعلم في جامعة إشبيلية.

## جوائز
حصل على جوائز منها:
- الابن المفضل للأندلس [الإنجليزية]‏ (2015).

## وصلات خارجية
- ألبرتو رودريغيز على موقع IMDb (الإنجليزية)
- ألبرتو رودريغيز على موقع ألو سيني (الفرنسية)
- ألبرتو رودريغيز على موقع أول موفي (الإنجليزية)
- ألبرتو رودريغيز على موقع قاعدة بيانات الأفلام السويدية (السويدية)
- ألبرتو رودريغيز على موقع قاعدة بيانات الفيلم (الإنجليزية)
- ألبرتو رودريغيز على موقع كينوبويسك (الروسية)